# Киузано ди Сан Доменико
Киуза̀но ди Сан Домѐнико (на италиански: Chiusano di San Domenico; на неаполитански: Chiusan', Киузанъ) е село и община в Южна Италия, провинция Авелино, регион Кампания. Разположено е на 700 m надморска височина. Населението на общината е 2388 души (към 2010 г.).